# Юрьевка (Мариупольский район)
Юрьевка (укр. Юр'ївка) — село на Украине, находится в Мангушском районе Донецкой области, курортный посёлок, здесь более десятка детских оздоровительных лагерей и множество баз отдыха.
Код КОАТУУ — 1423955502. Почтовый индекс — 87454. Телефонный код — 6297.
С марта 2022 года находится под контролем Российской Федерации ( ДНР ) .

## География

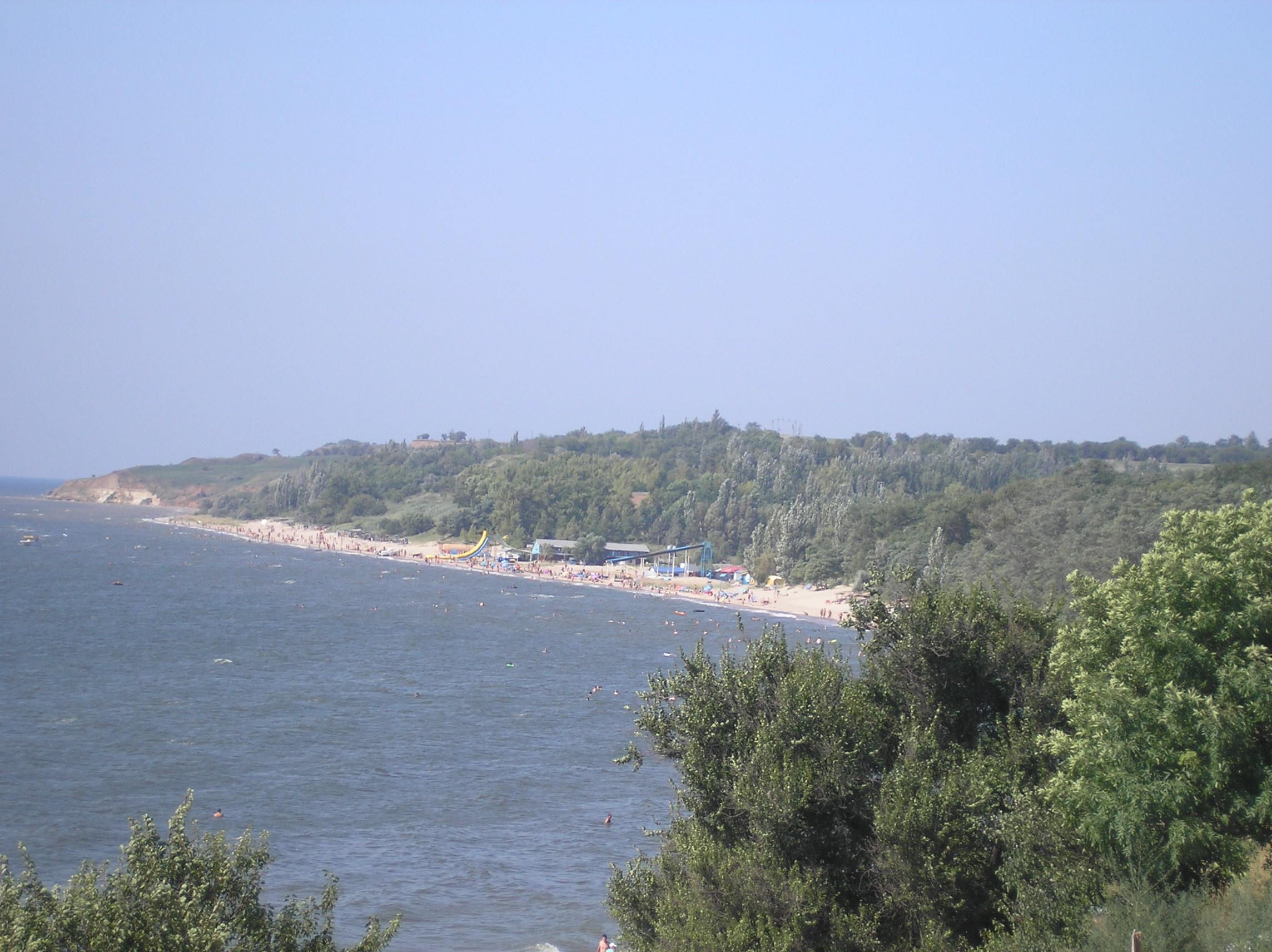

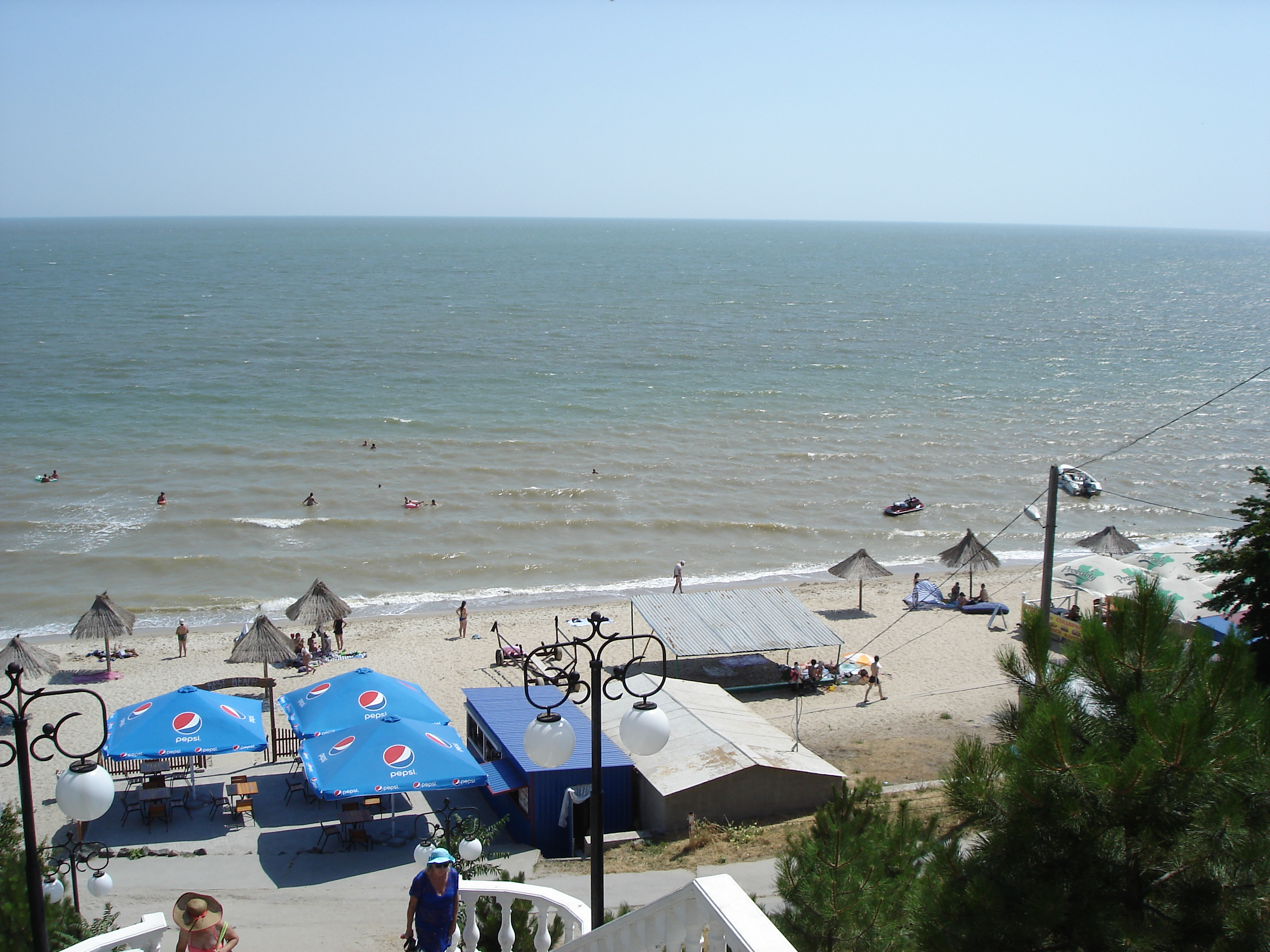

Село расположено на берегу Белосарайского залива Азовского моря, в  38,7 км от города Мариуполь (Приазовье). Юрьевка, в отличие от соседних поселков, расположена на небольшом обрыве, высота которого сходит на нет к устью реки Камышеватки. Высота обрыва — 10—20 метров над уровнем моря. К морю спуск по лестницам. Некоторые базы отдыха «зажаты» между берегом и обрывом («Учитель», «Слябинговец», «Патриот», «Машиностроитель»), другие сами расположены на склоне («Агломератчик», «Юг», «Локомотив»).
Имеется около 4 км песчаных пляжей и хорошо прогреваемые мелкие воды. На восточной окраине Юрьевки расположен заказник Сосновые культуры.
В поселок два въезда — один перпендикулярно трассе с севера прямо в центр поселка, другой вдоль моря со стороны Новой Ялты.
- транспорт из Мариуполя (а/с «Южная»): автобус № 78 (5 раз в день);
- транспорт из Донецка (Южный автовокзал): автобусы Донецк — Юрьевка;
- такси: Азов-такси (062/050) 3850185;
- расстояние: Донецк — 150 км, Мариуполь — 41,2 км (через Мелекино и Ялту), Бердянск — 45 км, Киев — 775 км;
- схема Юрьевки: расположение баз отдыха (недоступная ссылка).

## Население
- 1908 — 54 чел.
- 1924 — 102 чел.
- 1980 — 700 чел.
- 2001 — 296 чел. (перепись)

В 2001 году родным языком назвали:
- русский язык — 197 чел. (66,55 %)

- украинский язык — 98 чел. (33,11 %)
- греческий язык — 1 чел. (0,34 %)

### Известные люди
В селе родился Збандут, Иван Васильевич (род. 1951) — украинский тренер по тяжёлой атлетике; Заслуженный тренер Украины.

## Объекты социальной сферы

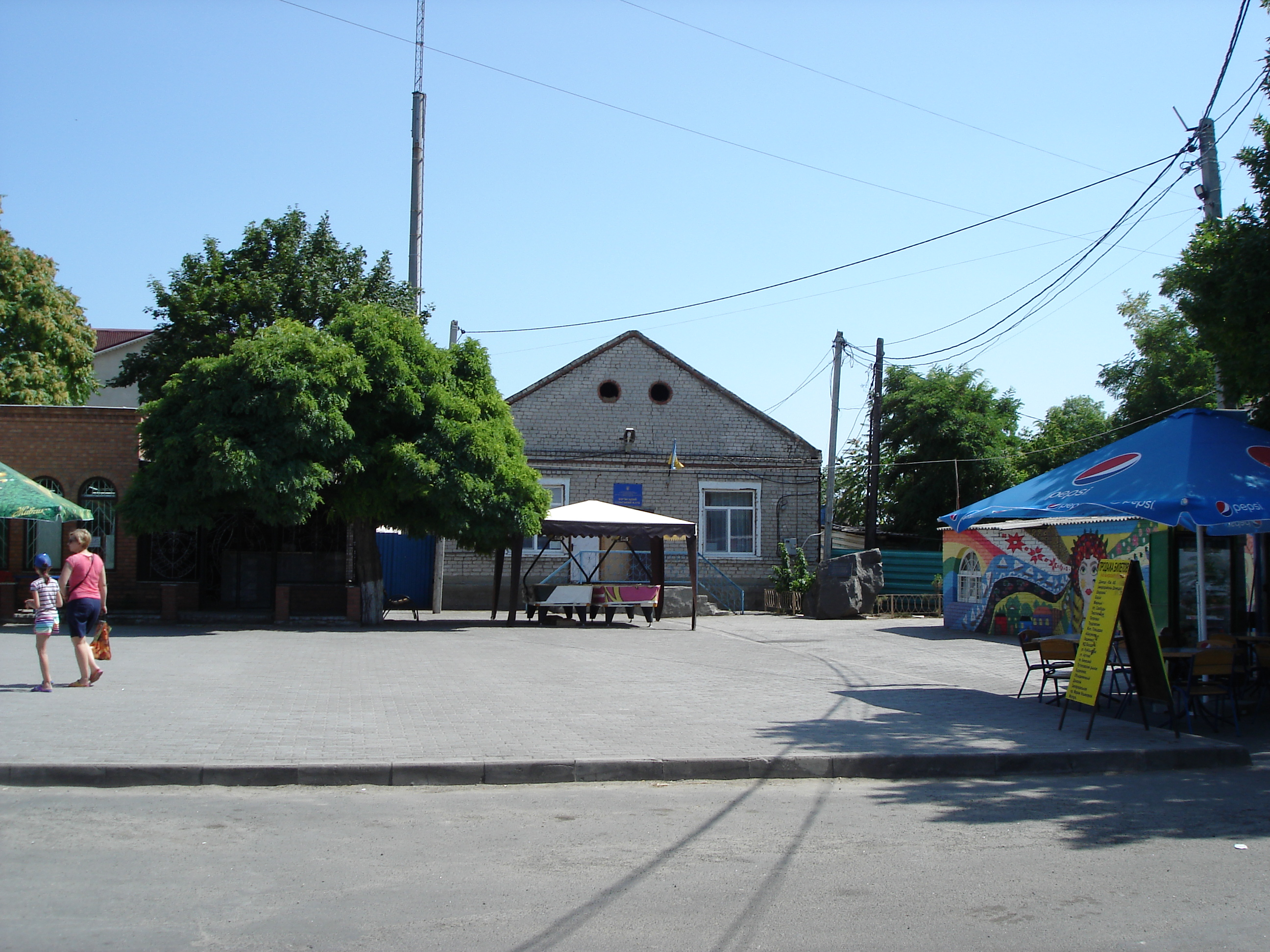

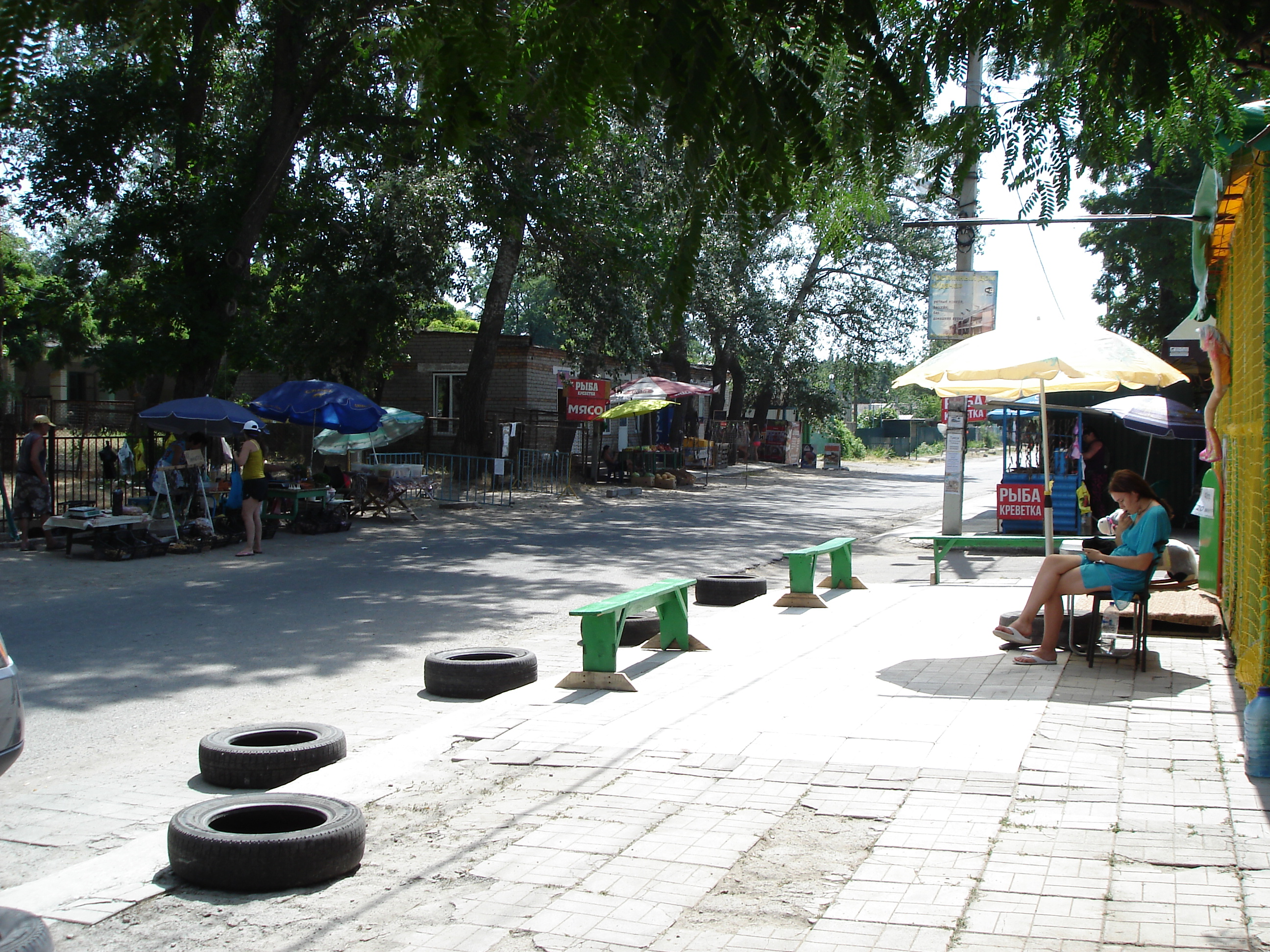

Поселок небольшой — всего две улицы длиной в километр. На площади в центре: рынок, четыре магазина, пара кафе, игровые автоматы, летний кинотеатр, сельский клуб,  парк аттракционов, остановка автобуса и столик диспетчера донецких маршруток под вывеской «Автостанция». Большинство объектов, в том числе рынок и магазины, работают только в июле-августе, не в сезон работает три магазина, сельский клуб работает круглый год и является досуговым центром Юрьевки.
На побережье расположены многочисленные базы отдыха и пансионаты, крупнейшие из которых:
- Детские оздоровительные лагеря:
  - «Солнечный»
  - «Радужный»
  - «Горняк»
  - «Алые паруса»
  - «Космос»
  - «Огонёк»
  - «Волна»
  - «Лазурный»
- Студенческий спортивный лагерь ПГТУ
  - «Олимп»
- Пансионаты:
  - «Металлург» — один из старейших пансионатов, благодаря чему самый популярный и благоустроенный. Принадлежит ММК им. Ильича.
  - «Смена»
  - «Сосновая горка»
  - «Золотой колос»
- Базы отдыха:
  - «Прибой»
  - «Алые паруса»
  - «Альбатрос»
  - «Нева»
  - «Чайка»
  - «Сельхозтехника»
  - «Учитель»
  - «Слябинговец»
  - «Агломератчик»
  - «Юг»
  - «Локомотив»
  - «Патриот»
  - «Машиностроитель»
  - «Берёзка»
  - «Южная»
- Кемпинг «Удача»

## Местный совет
Административно подчинено Ялтинскому поселковому совету (пгт Ялта). Адрес — 87450, Донецкая область, Мангушский район, пгт Ялта, ул. Греческая, 21.